# Мутность воды
Му́тность воды́ — показатель, характеризующий уменьшение прозрачности воды в связи с наличием неорганических и органических тонкодисперсных взвесей, а также развитием планктонных организмов.
Причинами мутности воды может быть наличие в ней песка, глины, неорганических соединений (гидроксида алюминия, карбонатов различных металлов), а также органических примесей или живых существ, например бактерио, фито- или зоопланктона. Также причиной может быть окисление соединений железа и марганца кислородом воздуха, что приводит к образованию коллоидов.
Мутность воды в реках и прибрежных районах водоёмов повышается при дождях, паводках, таянии ледников. Как правило, зимой уровень мутности в водоёмах наиболее низкий, наиболее высокий весной и во время летних дождей.
Следует отметить, что на прозрачность воды влияет не только мутность, но и её цвет.

## Измерение
Мутность воды определяется через сравнение исследуемой воды со стандартными взвесями.
Традиционно в качестве стандартной взвеси использовалась взвесь каолина (глины), а результат измерений выражался в миллиграммах (каолина) на литр (или кубический дециметр). В настоящее время в качестве стандартной популярна взвесь формазина (полимера) при этом мутность измеряют в ЕМ/литр (единицы мутности на литр, также единицы мутности по формазину (ЕМФ), англ. FTU, formazine turbidity unit).
Для измерения мутности используется фотометрическая методика (стандарт ISO 7027, англ. Water quality - Determination of turbidity) с единицей измерения мутности англ. FNU (formazine Nephelometric Unit). Агентство защиты окружающей среды США и Всемирная организация здравоохранения (ВОЗ) используют для измерения мутности единицу англ. NTU (Nephelometric Turbidity Unit). Кроме того, используется англ. Jackson Turbidity Unit (JTU), которая определяется как величина, обратная минимальной толще воды, сквозь которую не видно пламени свечи.
Большинство единиц теоретически легко пересчитываются одна в другую (на деле эти соотношения не соблюдаются во всём диапазоне измерений, так как методы калибровки для разных единиц не совпадают):
1 FTU = 1 ЕМФ = 1 ЕМ/литр = 1 FTU = 1 FNU = 1 NTU = 0.053 JTU
Пересчёт в мг/л зависит от материала и сильно варьируется, от 1 NTU = 0.13 мг/литр (кремнезём в виде диатомита) до 1 мг/л (каолин). Российский ГОСТ 3351-74 устанавливал (с 01.01.2018 г. документ не действует на территории РФ) соотношение 1 ЕМ/литр = 0.58 мг/литр для каолина.

## Нормирование
Мутность питьевой воды нормируется в основном из-за того, что мутная вода защищает микроорганизмы при ультрафиолетовом обеззараживании и oблегчает рост бактерий, а также из эстетических соображений. Например, ВОЗ мутность с точки зрения влияния на здоровье не нормирует, с точки зрения внешнего вида рекомендует мутность не выше 5 NTU, а с точки зрения обеззараживания — не выше 1 NTU.